# ابن صاعد
ابن صاعد هو أحد رواة الحديث ، اسمه أبو محمد يحيى بن محمد بن صاعد بن كاتب الهاشمي البغدادي ، ولد في عام 228 هـ ، رحل ابن صاعد إلى الشام ومصر والحجاز ، توفي سنة 318 هـ  ، صاحب كتاب مسند ابن أبي أوفى .

## شيوخه
سمع ابن صاعد الحديث من : الحسن بن عيسى بن ماسرجس ، وأحمد بن منيع ،وسوار بن عبد الله القاضي ، ويحيى بن سليمان بن نضلة ، والحسن بن حماد سجادة ، وأبوهمام السكوني ، وهارون بن عبد الله الحمال ، وأبو عمار الحسين بن حريث ، وعبد الله بن عمران العابدة ، ومحمد بن زنبور.

## تلاميذه
سمع الحديث من ابن صاعد : أبو القاسم البغوي ، ومحمد بن عمر الجعابي ، وابن المظفر ، أبو الحسن الدارقطني ، وابن حبابة ، أبو طاهر المخلص ، عبد الرحمن بن أبي شريح ، وأبو مسلم الكاتب ، وأبو ذر عمار بن محمد ، وغيرهم الكثير.

## مكانته بين العلماء
قال أبو علي النيسابوري لم يكن بالعراق في أقران ابن صاعد أحد في فهمه، والفهم عندنا أجل من الحفظ، وهو فوق ابن أبي داود في الفهم والحفظ ، وقد سئل ابن الجعابي هل كان ابن صاعد يحفظ فتبسم، وقال لا يقال لأبي محمد يحفظ كان يدري ، وقال البرقاني قال لي الفقيه أبو بكر الأبهري كنت عند ابن صاعد فجاءت امرأة فقالت ما تقول في بئر سقطت فيه دجاجة فماتت هل الماء نجس أو طاهر فقال ويحك كيف وقعت ألا غطيته
فقلت لها إن لم يكن الماء تغير فهو طاهر ، وقال الخطيب كان ابن صاعد ذا محل من العلم، وله تصانيف في السنن والأحكام ولعله لم يجب المرأة تورعا فإن المسئلة فيها خلاف ، وقال الذهبي لابن صاعد كلام متين في الرجال والعلل يدل على تبحره.